# Joox
Joox – serwis strumieniowy oferujący dostęp do muzyki w modelu freemium. Należy do przedsiębiorstwa Tencent.
Usługi Joox są dostępne w ramach serwisu internetowego oraz w formie aplikacji na urządzenia mobilne, współpracującej z systemami Android i iOS.
Platforma została uruchomiona w styczniu 2015 roku. W rankingu Alexa serwis był notowany globalnie na miejscu: 10 269 (styczeń 2021).